# Оредеж (річка)
Оредеж (рос. Оредеж, іжор. Oredeža, інші назви — Ориде, Аредеж, Уредеж, Рядеж, Осередеш) — річка на південному заході Ленінградської області, права притока річки Луги. Довжина — 192 км, середня ширина русла — 25–30 м, глибина — 1,5–2 м. Площа басейну — 3220 км².

## Географічні відомості

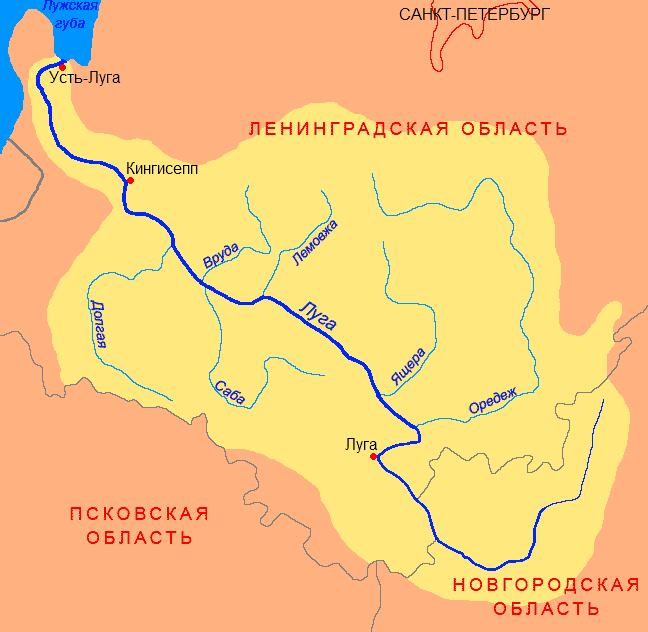
Басейн Луги

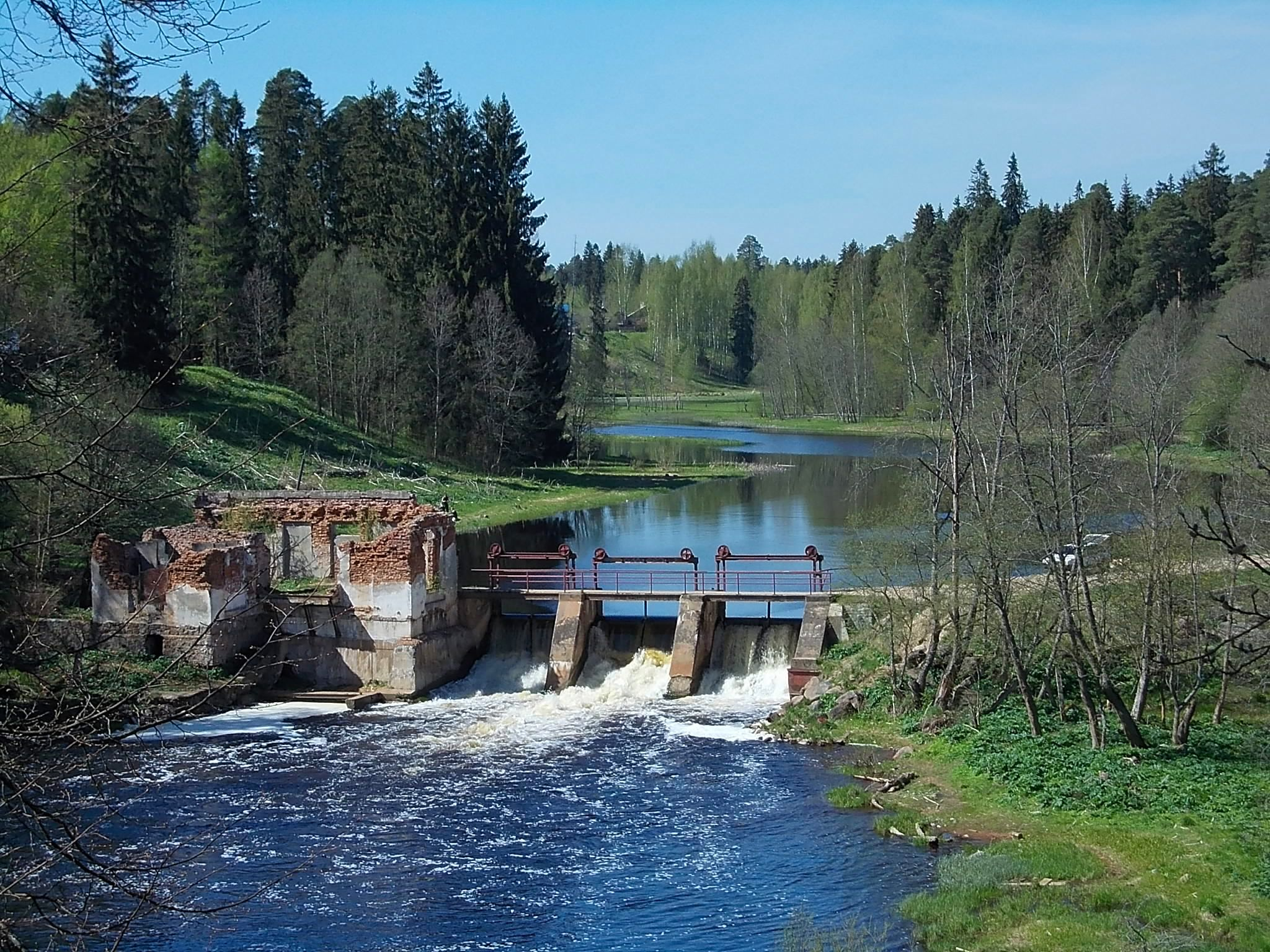
Гребля Білогірської ГЕС

Верхня течія зарегульована карстом і греблями колишніх ГЕС, нижня течія судноплавна. Вкривається кригою в кінці листопаду — на початку січня, скресає в квітні.
Оредеж у верхній частині має дуже холодну й цупку воду; починаючи від Чикінського озера вода стає теплішою і м'якшою. У селищі Даймище спостерігається зосередження червоних девонських пісковиків, які є визитівкою річки Оредеж. Також спостерігається розчленування багатьма старицями в глибокій долині; фарватер тягнеться вздовж берегів Оредежа. У районі селищ Грязно й Старосіверськ зустрічаються кам'янисті ділянки. Середня течія річки протікає у низовинах, утворюючи озера Антоново, Дорогань і Хвойлово (Хвойне).
Вода Оредежа радіоактивна й має цілющі властивості, за хімічним складом відноситься до гідрокарбонатного класу (група кальцію), слаболужна, мінералізація — 180—280 мг/л. Швидкість течії — у середньому 0,1 м/с; максимальна середньомісячна температура води (за даними багаторічних спостережень у Вириці) — 19,1 °C, кольоровість — 55-152°, прозорість у верхній течії досягає 3,5 м і більше.
Оредеж протікає територіями Волосовського, Гатчинського й Лузького районів. На берегах Оредежа розташовані населені пункти: Даймище, Батово, Рождествено, Вира, Сіверський, Білогорка, Вириця, Міни, Торковичі та інші. Недалеко від впадання річки в Лугу (3 км від правого берега Оредежа) знаходяться однойменні селище і залізнична станція.
Основні притоки: Суйда, Кременка, Тесова.
Витоки річки знаходяться на території регіональних комплексних геологічних пам'яток природи урочища Донцо й селища Білогорка, де зустрічаються скам'янілі останки панцирних риб та інших тварин, а також відслонення девону і штольні у селах Ям-Тесово й Борщово. На річці Оредеж знаходиться городище Надбєльє, що має паралелі з культурою поселення Поволховья у IX–першій половини X століття. У верхній течії планується створення природно-історичного парку «Верхній Оредеж» площею 154 тис. га, призначений для туристів. Територія цікава для любителів полювання, рибної ловлі, історії та етнографії. На берегах річки розташовані численні дитячі оздоровниці і бази відпочинку.

## Історія
Оредеж уперше згадується 1240 року і повязаний з новгородсько-орденським конфліктом; походження назви незрозуміла. Існує версія водського походження назви, що означає «голову коня» (Лбовський, 1948). У середні віки Оредеж було включено в систему водних комунікацій, у XVIII — першій половині XX століття річку використовували як сплав лісу. 1948 року в верхній течії річки створили каскад гідроелектростанцій: Даймищенська, Рождественська, Сіверська (головна станція каскаду) і Белогорська (Новосіверська). Згодом до каскаду додалися Виріцька й Нижньооредежська ГЕС; 1973 року всі станції на річці Оредеж були закриті.
Згідно з дореволюційними відомостями, річка Оредеж бере початок із озерця біля села Велике Заріччя (нині — Волосовський район), проте творцями Державного водного кадастру витоком річки були оголошені джерела-понори поблизу села Село як віддалена точка водної системи, що збільшило довжину Оредежа на кілька кілометрів.

## Дані водного реєстру
За даними державного водного реєстру Росії річка відноситься до Балтійського басейнового округу, водогосподарський ділянка річки — Луги, річний підбасейн відсутній. Належить до річкового басейну річки Нарва (російська частина басейну).
Код об'єкта в державному водному реєстрі — 01030000512102000025828.

## Галерея

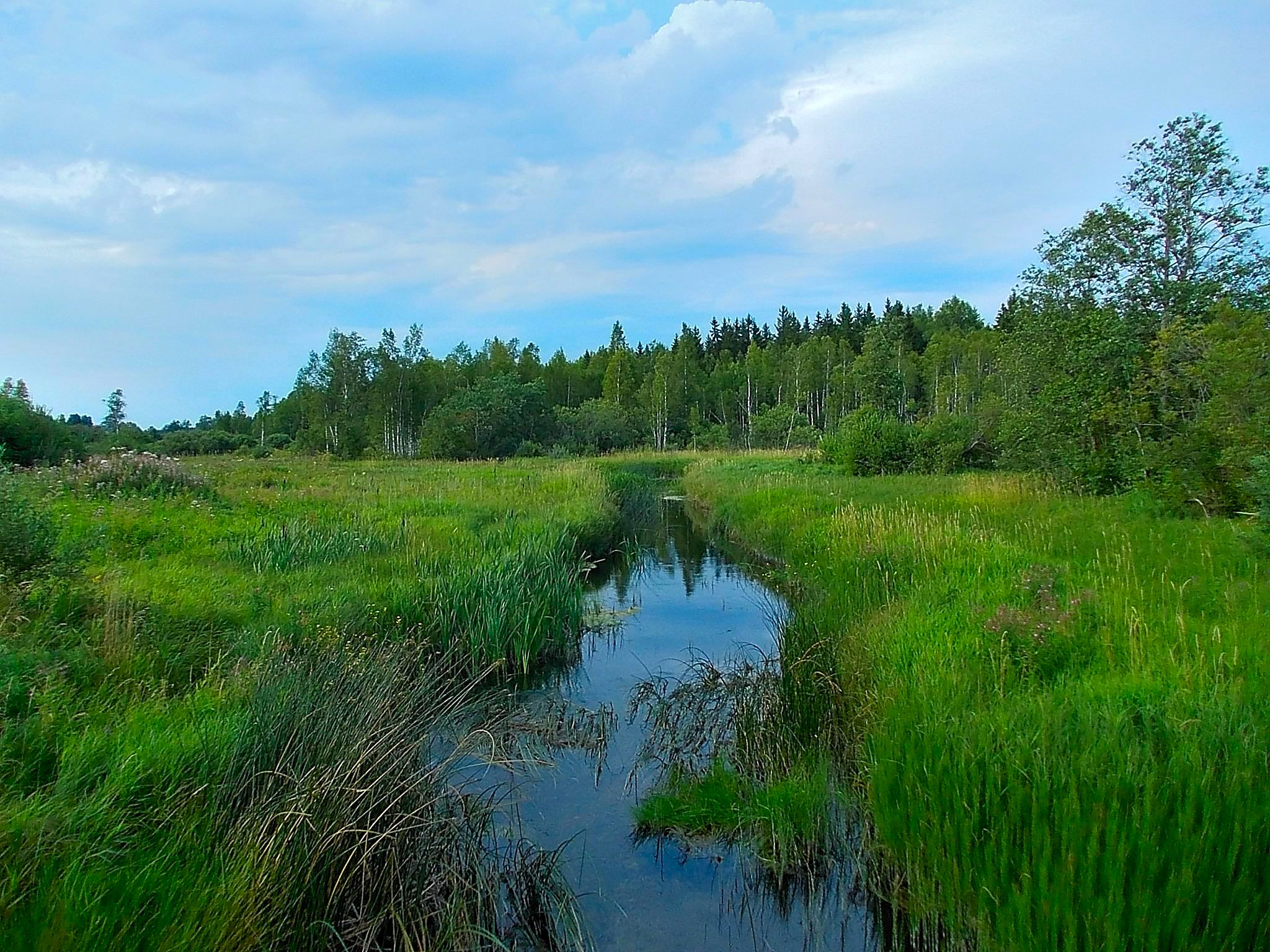
Річка Оредеж у с. Велике Заріччя
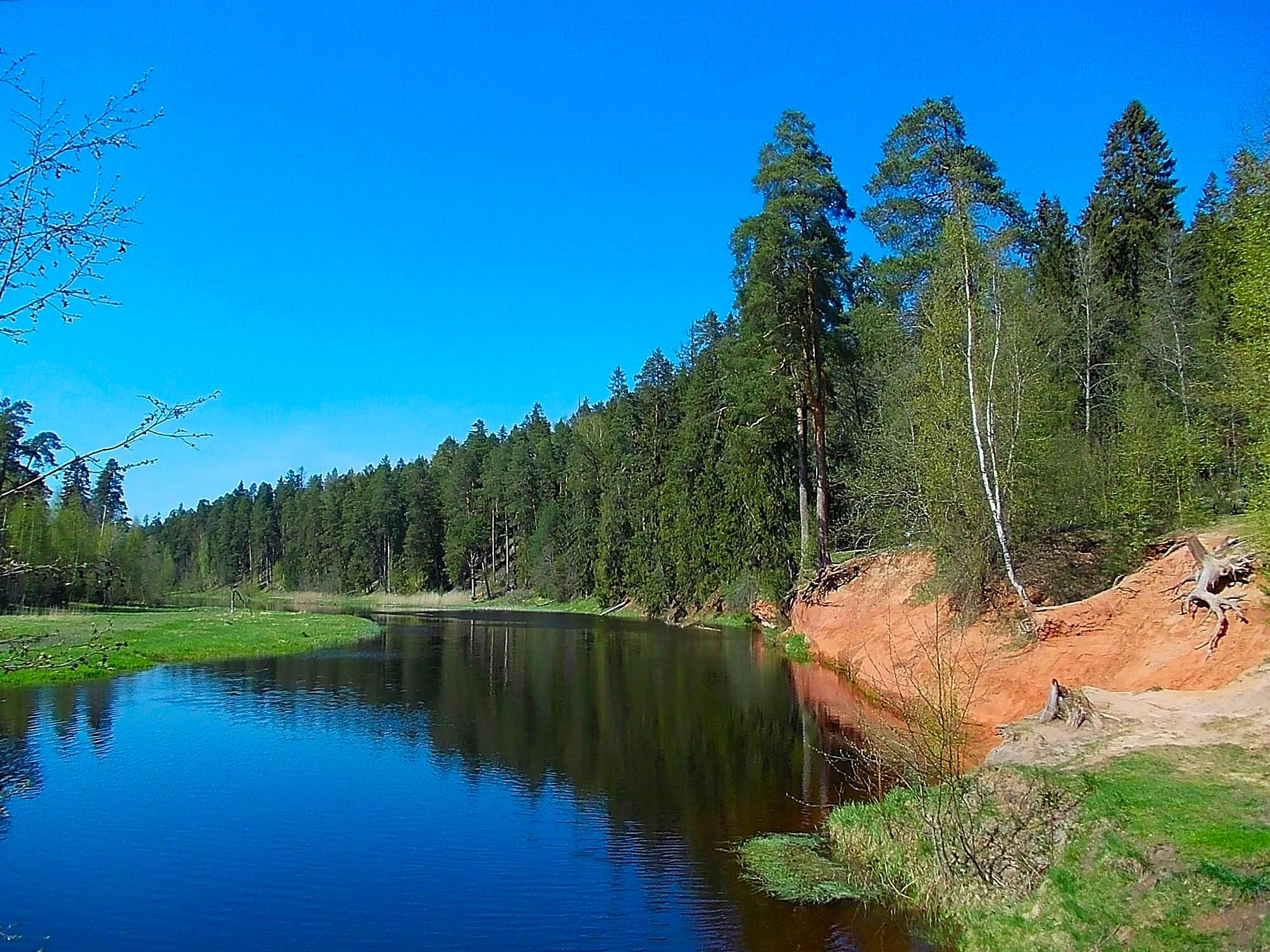
Річка Оредеж біля колишнього будинку відпочинку Лісове (Білогірське водосховище)
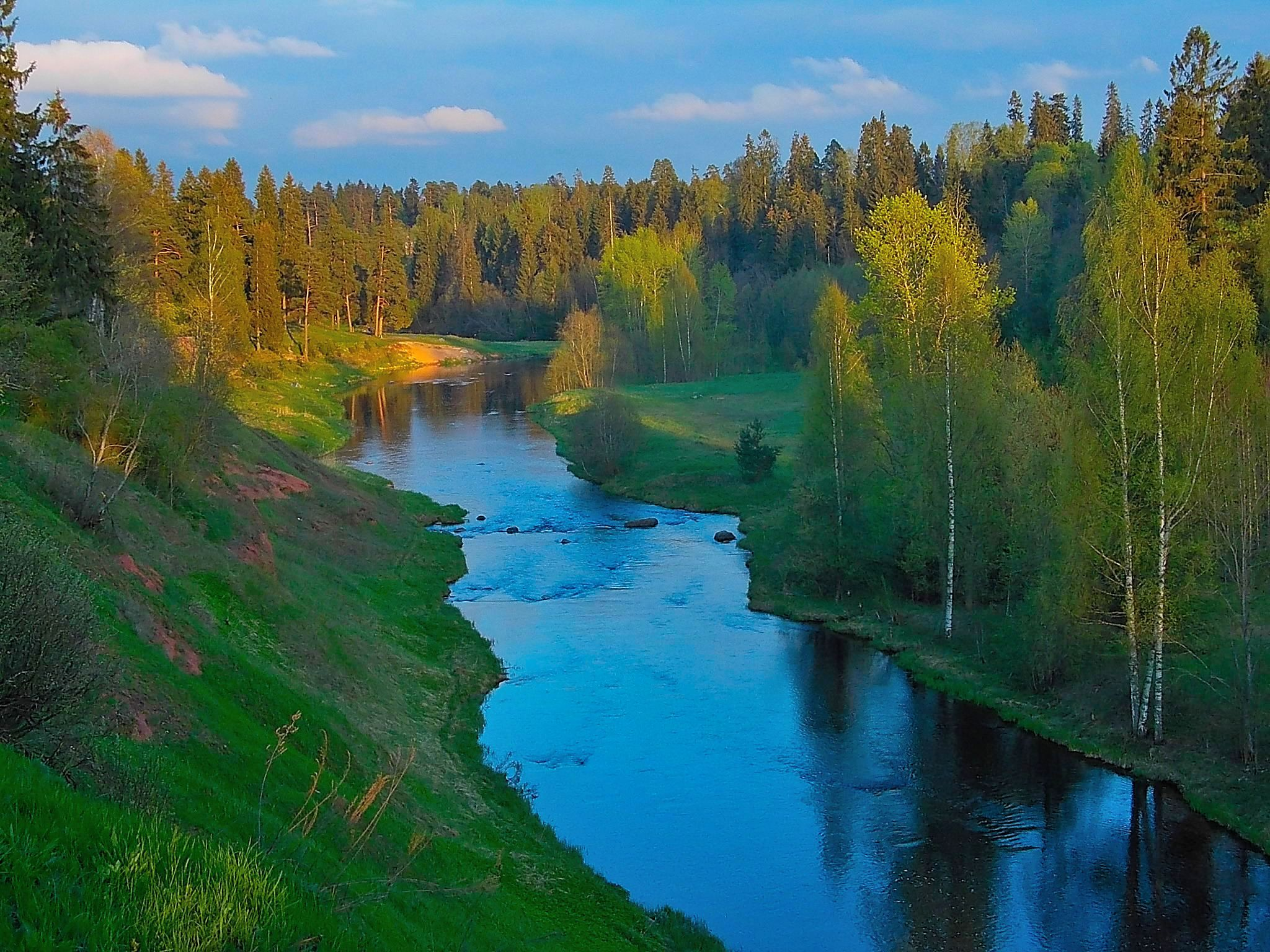
Річка Оредеж у Старосіверській
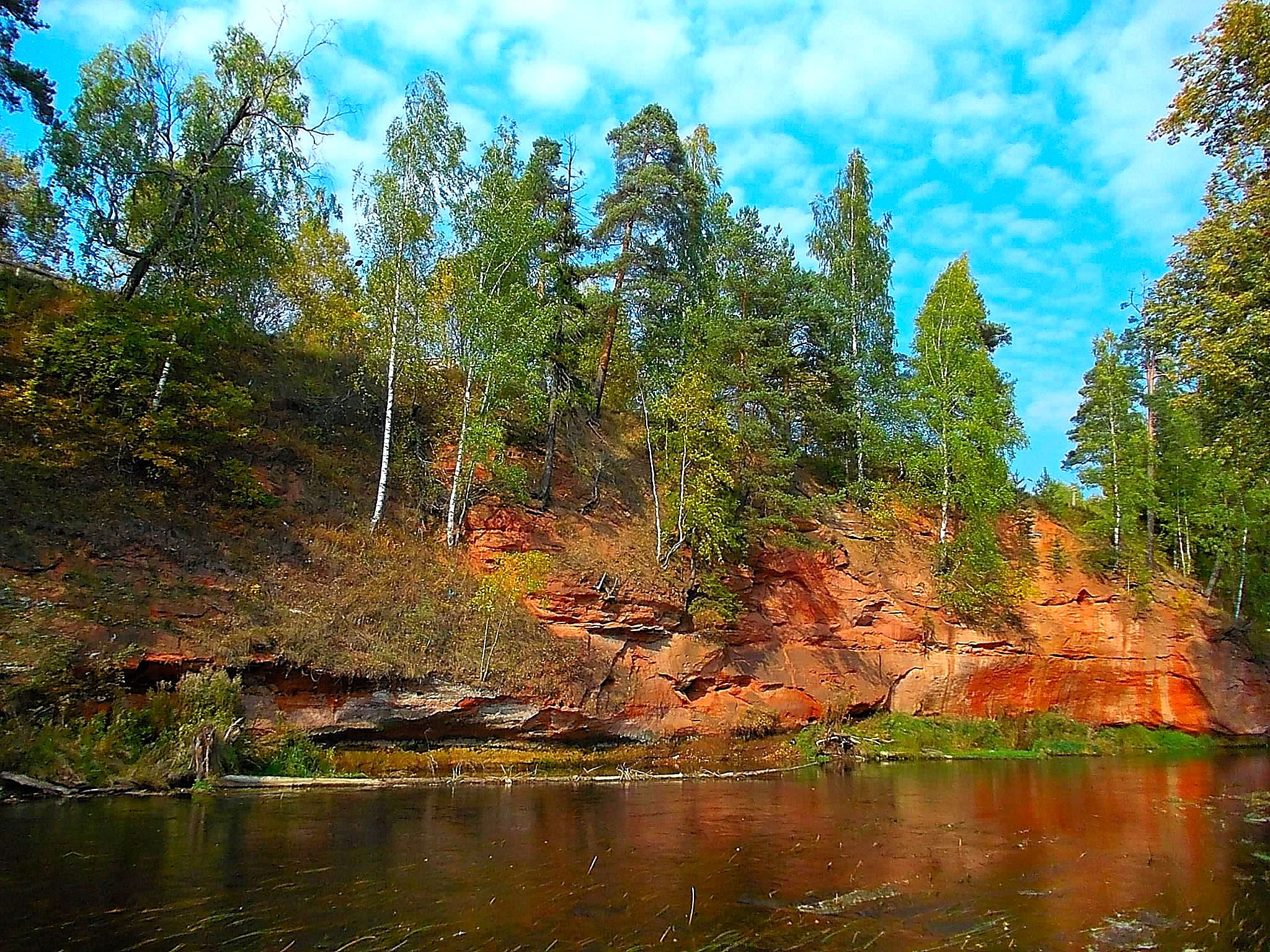
Геологічні відслонення в с. Сіверський
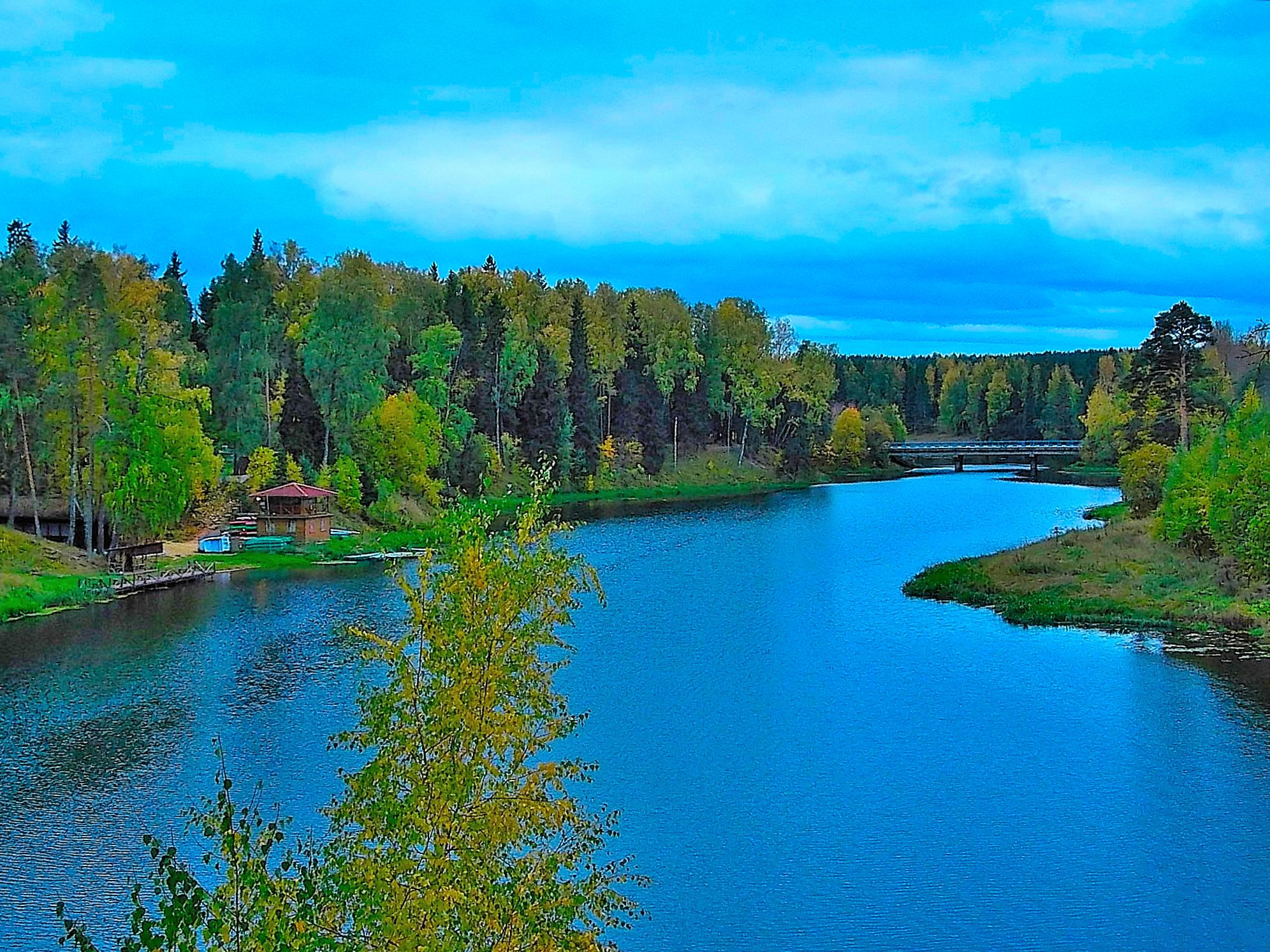
Сіверське водосховище
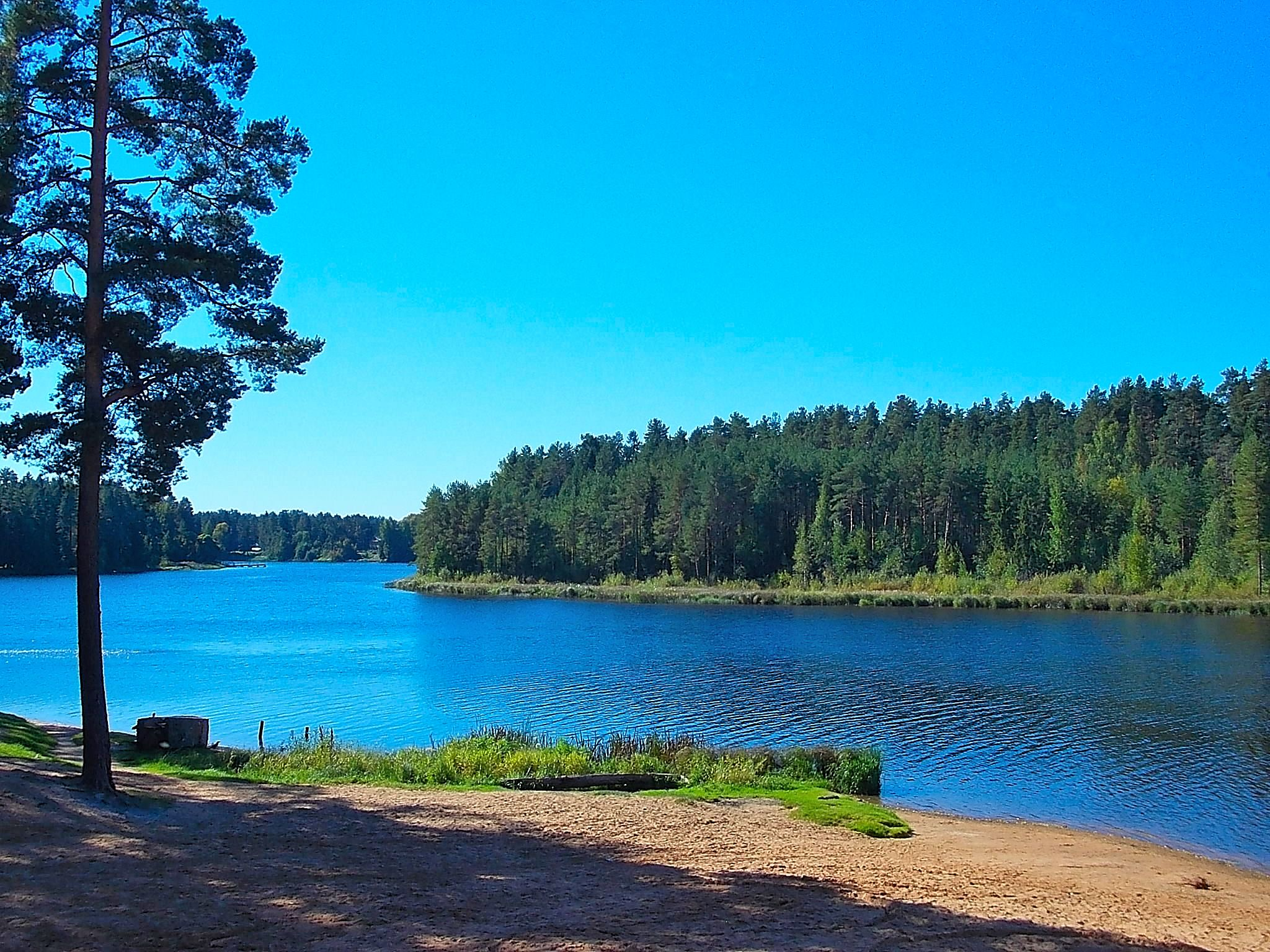
Вирицьке водосховище
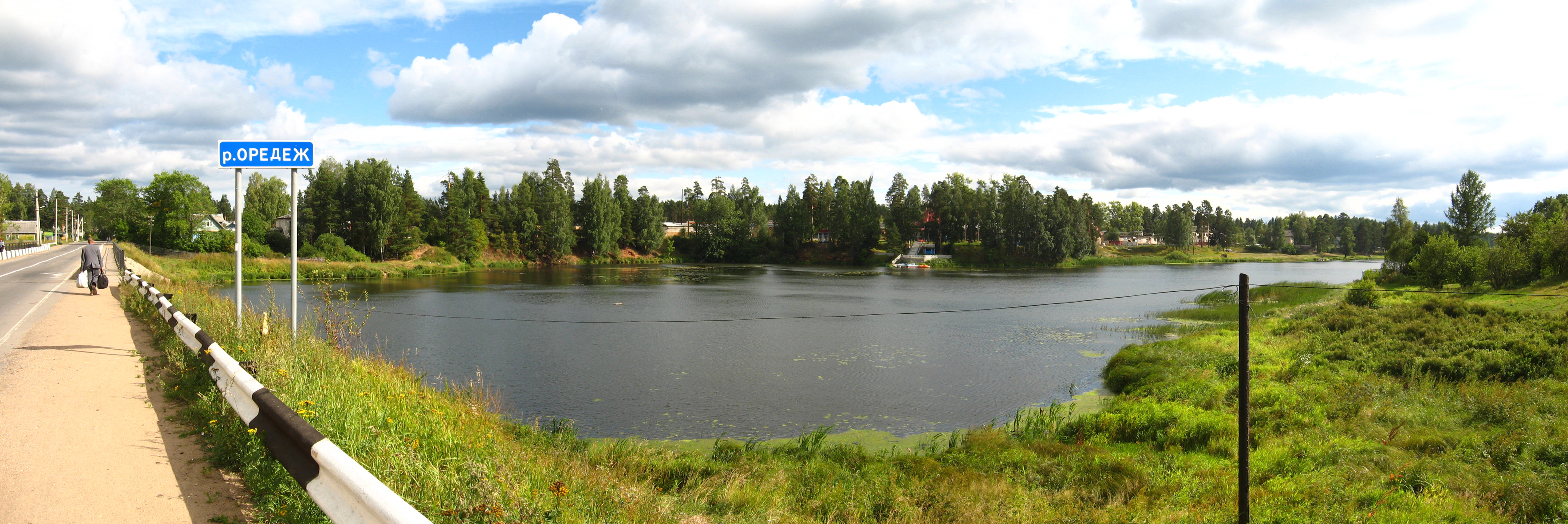
Панорама річки Оредеж у селищі Вириця
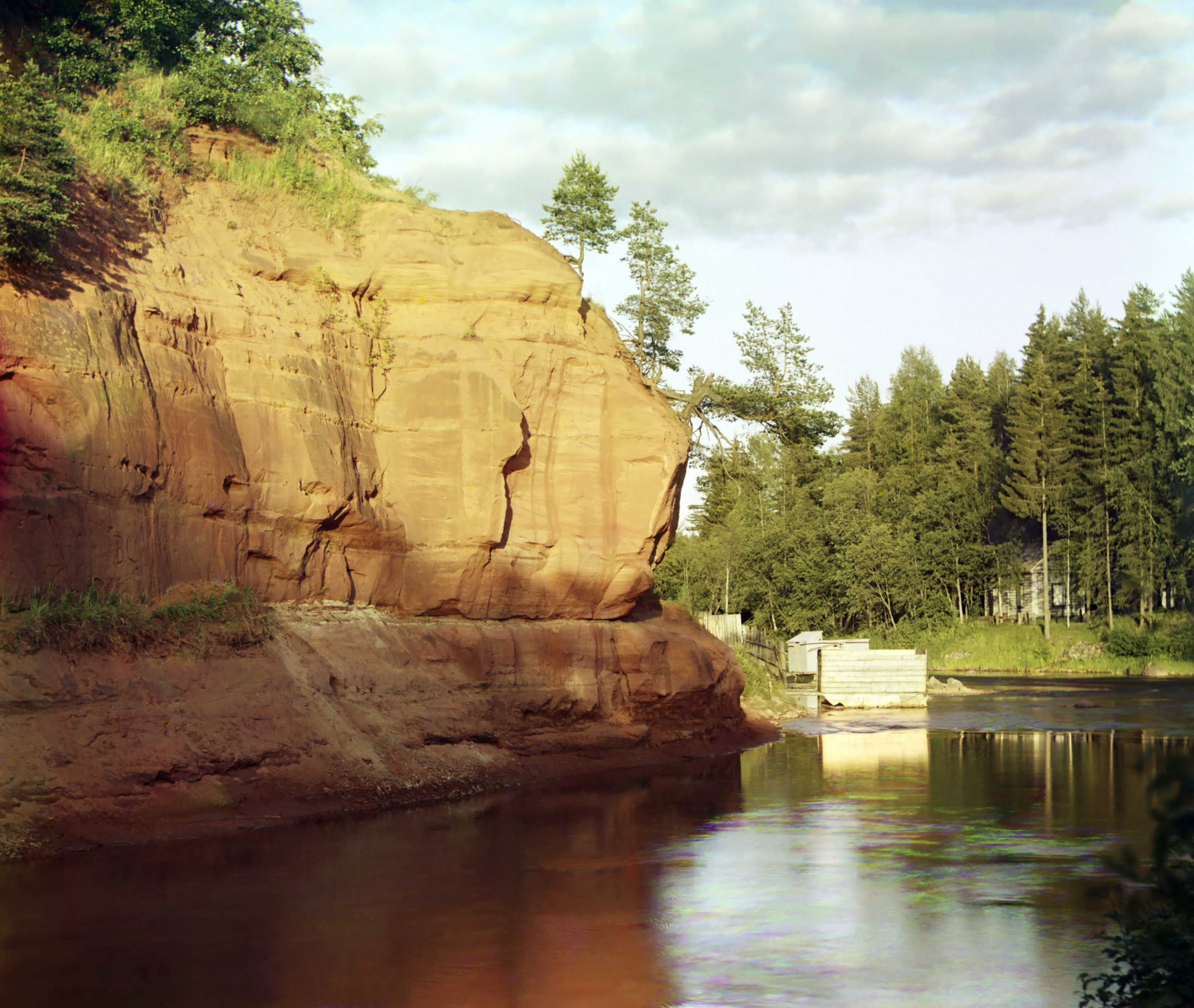
Річка Оредеж. Фотографія С. М. Прокудіна-Горського, 1905 рік